# P+S international
P+S international - німецька компанія з виробництва шпалер,створена у 1879 році.

## Історія компанії
У 1879 році Ернст Пікхардт, Рудольф і Адольф Зіберт заснували компанію P + S для виробництва олеографіческіх і витиснених шпалер. Уже тоді підприємство прагнуло знайти ринки збуту за межами Німеччини і продавало свою продукцію в різних країнах.
Незадовго до початку Першої світової війни до списку продукції, що випускається підприємством продукції додалися клейові шпалери. На час війни виробництво зупинило свою роботу. У двадцяті роки компанія відновила старі канали збуту і почала освоювати нові. Розвиток підприємства знову було порушено черговий світовою війною. Однак і на цей раз компанія P + S зуміла відновити свою діяльність після закінчення війни. Незабаром продукція P + S з'явилася на світовому ринку.
Кульмінацією розвитку компанії P + S став випуск шпалер за запатентованою технологією глибокого друку, серійне виробництво яких було налагоджено в 1963 році. Вперше були випущені шпалери з фотореалістичним малюнком, що імітує такі текстури, як дерево або мармур. Крім того, P + S стала першою на ринку компанією, яка запропонувала спеціальну упаковку для роздрібних магазинів. Спочатку вісімдесятих компанія P + S, вживаючи заходів для охорони навколишнього середовища, запустила пілотну установку для контролю забруднення повітря. Потім компанія налагодила виробництво шпалер методом шовкографії, найбільш сучасної та раціональної технології. У 2004 році компанія P + S відзначила 125-річний ювілей. В даний час підприємство випускає акрилові, паперові, тиснені, фактурні і гладкі вінілові шпалери.

## Захист навколишнього середовища
Всі виробничі процеси відповідають вимогам екологічної безпеки. Газові відходи, що з'являються в процесі сушіння і друку, переробляються за допомогою сучасного адсорбційного обладнання і установок каталітичного допалювання відпрацьованих газів. Відновлений розчинник знову використовується у виробництві; вода після відповідної перевірки зливається в каналізацію. Гарячий відпрацьоване повітря з установок каталітичного допалювання проходить через системи рекуперації енергії, а потім виводиться в атмосферу. Отримана таким чином додаткова енергія використовується для забезпечення потреб виробництва.
Відходи, що виходять в процесі виробництва шпалер, переробляються і використовуються повторно. З паперу і картону виготовляється паперове сировину для нових шпалер. Спільно з Wallcover Tapetenproduktions GmbH (WCT) ми розробили технологію регенерації відпрацьованої води і залишкових пластизолів. З тих пір всі німецькі та частина зарубіжних виробників шпалер доставляють свої ПВХ-відходи в WCT. Таким чином, в майбутньому відпрацьовані води і залишкові пластизолі вже не вимагатимуть спеціальної утилізації. Щорічно 2000 тонн відходів переробляються в готовий до реалізації гранулят ПВХ.